# Айзък Азимов
Айзък Азимов (на английски: Isaac Asimov, рождено име – Исаак Юдович Азимов) е американски писател на фантастични и научнопопулярни творби и биохимик от руско-еврейски произход.
Азимов написва или редактира над 500 тома, а общият брой на написаните от него писма и пощенски картички е оценен на около 90 000. Негови творби има в девет от десетте категории в Десетичната система на Дюи – всички без „Философия“. Азимов е смятан за един от майсторите в жанра научна фантастика и заедно с Робърт Хайнлайн и Артър Кларк е считан за един от „големите трима“ писатели фантасти на времето си.
Вероятно най-известната творба на Азимов е поредицата за „Фондацията“; неговите други главни поредици са тези за Галактическата империя и за роботите, които по-късно също обвързва с Фондацията. Неговото творчество е удостоено с пет награди „Хюго“ (1963, 1966, 1973, 1977, 1983 г.), две награди „Небюла“ (1972, 1976 г.) и други.
Азимов е дългогодишен, но неохотен член на Менса; описва ги като „интелектуално войнствени“. Повече удоволствие му доставя да бъде президент на Американската асоциация на хуманистите.
На негово име е наречен астероидът 5020 Азимов, две различни награди „Айзък Азимов“ и списанието „Asimov's Science Fiction“.

## Биография
Азимов е роден между 4 октомври 1919 и 2 януари 1920 година (точната дата не е известна, но за бюрократични цели се приема датата 2 януари 1920 г.) в село Петровичи (Смоленска област, РСФСР), населено предимно с евреи, в семейството на Анна Рахил Бертрам-Азимов и Йехуд Азимов, еврейски мелничар. Семейството емигрира в Съединените щати, когато той е на 3 години.
Тъй като родителите му говорят с него само на идиш и английски език, той никога не научава руски. Израствайки в Бруклин, Ню Йорк, Азимов се научава да чете на 5-годишна възраст. Родителите му притежават малка бакалница и от всеки в семейството се очаква да работи в нея. Там се продават и списания за научна фантастика и той започва да ги чете. В резултат на това започва да пише свои собствени разкази на около 11-годишна възраст и след няколко години започва да ги продава на пълп-списанията.
Айзък Азимов завършва Колумбийския университет през 1939 г. и получава там докторска степен по биохимия през 1948 г. В промеждутъка той прекарва три години през Втората световна война във въздушната експериментална станция на Филаделфийската флотска корабостроителница. След края на войната е набран в Армията на САЩ, отслужвайки малко по-малко от девет месеца, преди да бъде освободен с почести. По време на кратката си военна кариера се издига до ранга на ефрейтор благодарение на машинописните си умения и едва избягва участие в атомните опити на атола Бикини през 1946 г.
След завършването на докторантурата си Азимов се премества в Бостънския университет, с който остава свързан оттогава нататък. От 1958 г. постът му вече не е свързан с преподаване, тъй като той вече е пълноценен писател, но някои особености в американската академична система позволяват да остане на него.
На 26 юли 1942 г. се жени за Гертруд Блъгърман, с която имат две деца– Дейвид, роден през 1951 г., и Робин, родена през 1955 г. През 1970 г. Айзък Азимов се разделя със съпругата си и почти веднага се събира с Джанет Опал Джепсън, с която се запознава на банкет на 1 май 1959 г. Преди това са се срещали през 1956 г., когато той ѝ дава автограф, Айзък Азимов не помни тази среща, а Джанет Опал Джепсън го намира за неприятен човек по онова време. Разводът влиза в сила на 16 ноември 1973 г., а на 30 ноември Айзък Азимов и Джанет Опал Джепсън се женят. От този брак нямат деца.
Азимов е клаустрофил – харесват му малки, затворени пространства. В първия том на своята автобиография той си припомня желание от детството да има будка за списания в Нюйоркското метро, в която би могъл да се затвори и да слуша тътена на минаващите влакове, докато чете. Азимов има страх от летене и използва самолет само два пъти през живота си – веднъж по време на работата си във Флотската въздухоизпитателна станция, и веднъж при връщането си вкъщи от военната база на Оаху през 1946 г. Рядко пътува на по-голямо разстояние, донякъде заради антипатията си към самолети, която затруднява извършването на далечни пътувания. Тази негова фобия вдъхновява няколко от художествените му произведения, като детективските разкази за Уендъл Ърт и романите за Илайджа Бейли. В по-късните си години Азимов открива, че му харесва пътуването с круизни кораби и на няколко пъти става част от „забавленията“ по време на круиза, изнасяйки научни беседи на кораби като Куин Елизабет 2.
Физическата му сръчност е много лоша. Никога не се научава да плува или да кара велосипед, но все пак успява да се научи да кара кола, след като се премества в Бостън, Масачузетс. В книгата си „Азимов отново се смее“ (Asimov Laughs Again) той описва бостънското шофиране като „анархия на колела“.
Широките интереси на Азимов включват участието му в организации, посветени на оперетите на Гилбърт и Съливан и детективските истории за Ниро Улф на Рекс Стаут. Той е виден член на „Бейкър Стрийт Ирегюлърс“, водещото общество за Шерлок Холмс. От 1985 г. до смъртта си през 1992 г. той е президент на Американската асоциация на хуманистите, като е наследен на този пост от своя приятел и колега-писател Кърт Вонегът. Азимов е и близък приятел на създателя на „Стар Трек“ Джийн Родънбъри и е включен в надписите на „Стар Трек: Филмът“ заради съветите, които дава по време на снимките, потвърждавайки пред „Парамаунт Пикчърс“, че идеите на Родънбъри са валидна научнофантастична екстраполация.
Азимов умира на 6 април 1992 г. Надживян е от втората си жена, Джанет, и децата си от първия брак. Десет години след смъртта му редактираната от Джанет Азимов автобиография „Беше добър живот“ (It's Been a Good Life) разкрива, че смъртта му е причинена от СПИН; той се заразява с HIV при кръвопреливане по време на операция за сърдечен байпас. Точната причина за смъртта е сърдечна и бъбречна недостатъчност като усложнения от СПИН. Джанет Азимов пише в епилога към „Беше добър живот“, че Азимов е искал да оповести това, но лекарите му го убеждават да замълчи, предупреждавайки го, че предразсъдъците около СПИН ще засегнат близките му. Семейството на Азимов обмисля разкриването на неговото заразяване, но споровете избухнали щом Артър Аш обявява, че той е хванал СПИН, ги убеждават в противното. Десет години по-късно, когато лекарите на Азимов вече са умрели, Джанет и Робин се съгласяват да оповестят историята.

## Писателска кариера

### Общ преглед
Кариерата на Азимов може да се раздели на няколко периода. Ранната му кариера, в която научната фантастика преобладава, започва с разкази през 1939 г. и романи през 1950 г. Този период продължава до около 1958 г. и завършва с издаването на „Голото слънце“. Започва да публикува нехудожествена литература през 1952 г., ставайки съавтор на колежански учебник, озаглавен „Биохимия и метаболизъм на човека“. След изстрелването на Спутник-1 от Съветския съюз през 1957 г. количеството написана от него нехудожествена литература се увеличава, особено това на научнопопулярни книги и като следствие, през следващия четвърт век той написва само четири фантастични творби. Втората половина на кариерата му като писател фантаст започва през 1982 г. с публикуването на „Острието на Фондацията“. Оттогава до смъртта си Азимов публикува няколко продължения и прелюдии към вече съществуващите си произведения, свързвайки ги по начин, който не е предвиждал в началото.
Самият Азимов вярва, че най-трайните му приноси ще бъдат неговите „Три закона на роботиката“ и поредицата за Фондацията (описва това във „Ваш, Айзък Азимов“). Освен това Оксфордският речник на английския език приписва на неговата фантастика въвеждането на думите „позитронен“ (positronic, изцяло измислена технология), „психоистория“ (psychohistory, често използвана в значение, различно от това на Азимов) и „роботика“ (robotics) в английския език. Азимов измисля термина „роботика“ без да подозира, че това е нова дума; по това време той вярва, че това е естественият аналог на механика, хидравлика и т.н. (Самата дума робот е изведена от чешката дума за „принудителен/робски труд“, robotovat, robota и е използвана за пръв път от драматурга Карел Чапек.) За разлика от другите два неологизма, думата „роботика“ продължава да се използва от специалисти и неспециалисти с първоначалното значение, дадено ѝ от Азимов – наука за роботите.

### Научна фантастика
Азимов започва да допринася с разкази към списанията за научна фантастика през 1939 г. – тогава излиза първият му публикуван разказ, „Изоставени край Веста“ (Marooned Off Vesta), написан, когато е на 18 години. Две години и половина по-късно той публикува 32-рия си разказ, „Падането на нощта“ (Nightfall, 1941 г.), описан като „един от най-известните научнофантастични разкази на всички времена“. През 1968 година организацията на Американските писатели фантасти гласува за „Падането на нощта“ като „най-добрия научнофантастичен разказ, писан някога“. В сборника си „Падането на нощта и други разкази“, Азимов пише:
| „ | Написването на „Падането на нощта“ беше вододел в професионалната ми кариера... Внезапно ме взеха на сериозно и светът на научната фантастика разбра, че съществувам. Всъщност, с течение на годините стана ясно, че съм написал „класика“. | “ |

„Падането на нощта“ е архетипен пример за социална научна фантастика, термин, измислен от Азимов за да опише нова тенденция от 1940-те, поведена от автори като Азимов и Робърт Хайнлайн встрани от джаджите и космическата опера, към размишления за човешкото съществуване.
През 1942 година Азимов започва своите истории за Фондацията (по-късно събрани в трилогията за Фондацията: „Фондацията“, 1951 г., „Фондация и Империя“, 1952 г. и „Втората Фондация“, 1953 г.), разказващи за рухването и възраждането на огромна междузвездна империя в една вселена в бъдещето. Взети заедно, те са най-известното му научнофантастично произведение, заедно с поредицата за роботите. Много години по-късно той продължава поредицата с „Острието на Фондацията“ (1982 г.) и „Фондация и Земя“ (1986 г.) и се връща към събитията отпреди описаните в първоначалната трилогия с „Прелюдия към Фондацията“ (1988 г.) и „Битката за Фондацията“ (1992 г.). Поредицата включва неговата измислена наука – „психоистория“, чрез която може да бъде предвиждано бъдещото развитие на историята за големи популации.
Неговите разкази за роботи, много от които са събрани в „Аз, роботът“ (1950 г.), са започнати приблизително по същото време. Те предлагат набор от етични правила за роботи и интелигентни машини (виж Три закона на роботиката), което в голяма степен повлиява други писатели и мислители в тяхното разглеждане на въпроса. По един от тези разкази, „Двестагодишният човек“, е направен филм с участието на Робин Уилямс.
Скорошният филм „Аз, роботът“ (в който играе Уил Смит) се основава на сценария, озаглавен Hardwired и написан от Джеф Винтар – идеите на Азимов са включени по-късно, след като киностудията придобива правата за заглавието „Аз, роботът“. Филмът не е свързан със сценария, написан по сборника от Харлън Елисън, който търси сътрудничеството на самия Азимов, за да създаде версия, съхраняваща духа на оригинала. След като надеждите да се появи във филмова форма увяхват, сценарият на Елисън е публикуван като книга през 1994 г.

## Законите на роботиката
В своите книги за позитронните роботи Азимов формулира три закона на роботиката, които са вградени във всеки робот и гарантират безопасното му използване:
1. Роботът не може да навреди на човешко същество или чрез бездействие да причини вреда на човешко същество.
2. Роботът трябва да се подчинява на заповедите, получени от човешки същества, освен когато тези заповеди влизат в противоречие с Първия закон.
3. Роботът трябва да защитава съществуването си, освен когато това влиза в противоречие с Първия и с Втория закон.[15]

## Избрана библиография

### Научнопопулярни книги
- „Гравитационната гибел на Вселената“[16] (The Collapsing Universe (The Story of Black Holes), 1977 г.)
- „Светът на въглерода“ (The World of Carbon, 1958 г.)

### Научна фантастика
Поредица за роботите
- „Стоманените пещери“ (The Caves of Steel, 1954 г.), първи „фантастично-детективски роман“ за Илайджа Бейли
- „Голото слънце“, (The Naked Sun, 1957 г.), втори „фантастично-детективски роман“ за Илайджа Бейли
- „Роботите на Зората“, The Robots of Dawn (1983 г.), трети „фантастично-детективски роман“ за Илайджа Бейли
- „Роботите и Империята“ (Robots and Empire, 1985 г.), продължение на трилогията за Илайджа Бейли
- „Двестагодишният човек“ (в оригинал – „Позитронният човек“, The Positronic Man, 1993 г.), съвместно с Робърт Силвърбърг, въз основа на едноименния по-раншен разказ на Азимов – The Bicentennial Man

Поредица за Галактическата империя
- „Камъче в небето“ (Pebble in the Sky, 1950 г.)
- „Звезди като прах“ (The Stars, Like Dust, 1951 г.)
- „Космически течения“ (The Currents of Space, 1952 г.)

Предистория на трилогията за Фондацията:
- „Прелюдия към Фондацията“ (Prelude to Foundation, 1988 г.)
- „Битката за Фондацията“ (Forward the Foundation, 1993 г.)

Първоначална трилогия за Фондацията:
- „Фондация“ (Foundation, 1951 г.)
- „Фондация и Империя“ (Foundation and Empire, 1952 г.)
- „Втората Фондация“ (Second Foundation, 1953 г.)

Продължение на поредицата за Фондацията:
- „Острието на Фондацията“ (Foundation's Edge, 1982 г.)
- „Фондация и Земя“ (Foundation and Earth, 1986 г.)

#### Романи, които не са част от поредица
- „Краят на вечността“ (The End of Eternity, 1955 г.)
- „Фантастично пътешествие“ (Fantastic Voyage, 1966 г.), романизация на едноименния филм
- „Самите богове“ (The Gods Themselves, 1972 г.)
- „Фантастично пътешествие 2: Цел – мозъка“ (Fantastic Voyage II: Destination Brain, 1987 г.), противно на името не е продължение на първото „Фантастично пътешествие“, а самостоятелна история
- „Немезида“ (Nemesis, 1989 г.)
- „Падането на нощта“ (Nightfall, 1990 г.), съвместно с Робърт Силвърбърг, въз основа на едноименния разказ на Азимов
- „Дете на времето“ (1992 г.), съвместно с Робърт Силвърбърг. Оригиналното американско заглавие е „Грозното момченце“, The Ugly Little Boy, българското заглавие е превод на заглавието, с което романът излиза във Великобритания – Child of Time

#### Сборници разкази
- „Аз, роботът“ (I, Robot, 1950 г.)
- „Пътят на марсианците“ (в оригинал – „Марсианският начин и други разкази“, The Martian Way and Other Stories, 1955 г.)
- „Азазел“ (Azazel, 1988 г.)

#### Отделни разкази
- „Падането на нощта“ (Nightfall, 1941 г.), разказът, с който Азимов пробива като писател на научна фантастика. На български език, разказът излиза и под заглавието „Най-дългата нощ“[17]